# Ketterburg
Die Ketterburg ist eine abgegangene Höhenburg auf dem Ketterberg bei Bad Mergentheim im Main-Tauber-Kreis in Baden-Württemberg.

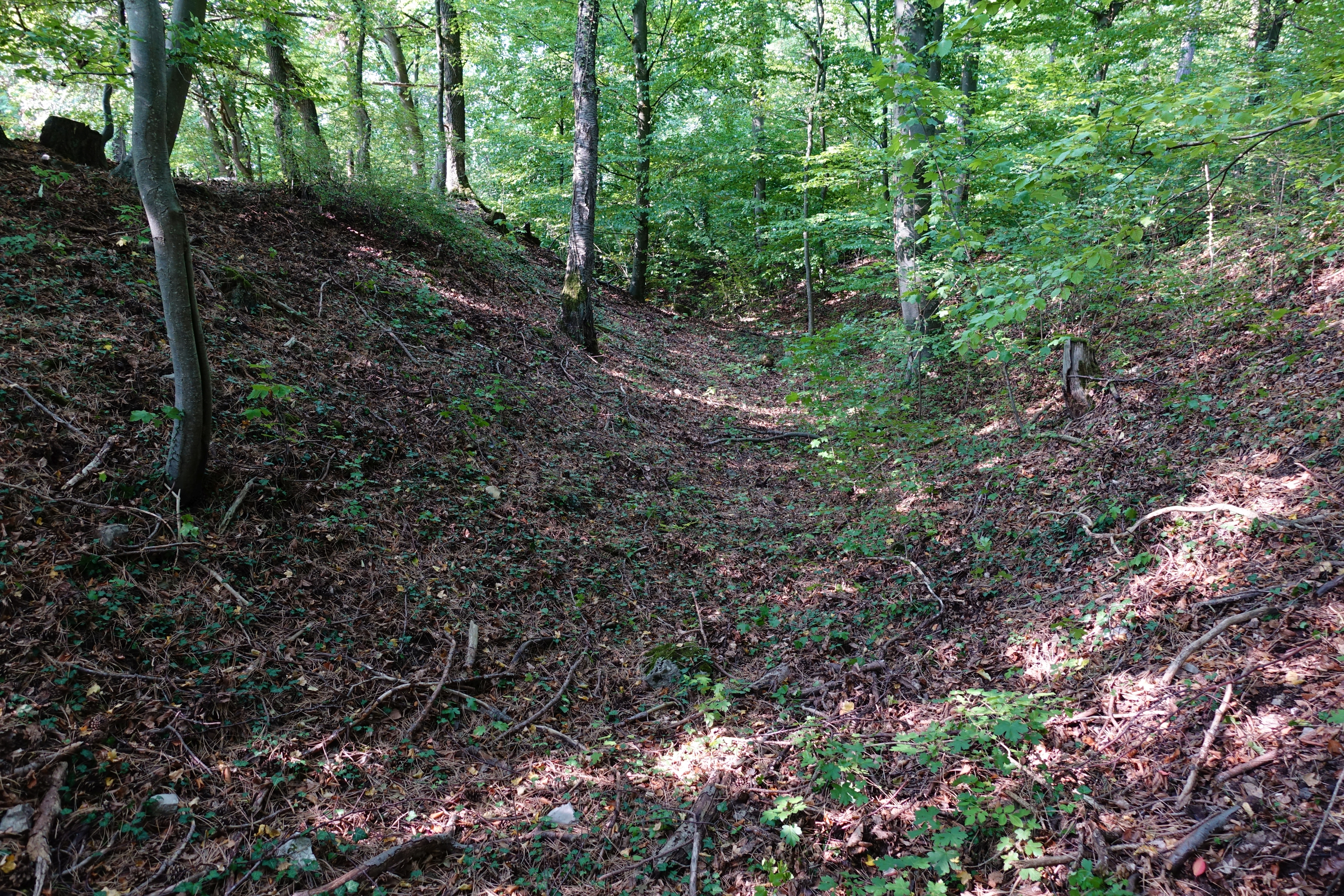
Reste des ehemaligen nordöstlichen Burggrabens

## Geschichte
Die Ketterburg wurde etwa Mitte des 13. Jahrhunderts  errichtet und vermutlich bereits während des 15. Jahrhunderts wieder zerstört. Details sind nicht hinreichend bekannt. Lange ging man davon aus, dass der Deutsche Orden die Burg erbaute. Es gibt neuere Hinweise auf die Herren von Hohenlohe als mögliche Erbauer. Die Wehranlage sei identisch mit der 1343 von den Hohenlohe an die Deutschherren verkauften Burg Mergentheim.
Ab 1730 wurde die Burg abgetragen. Die „Mauern am alten Schloß im Köterwald“ wurden für den Neubau der Schlosskirche sowie später auch nach zwei Großbränden 1787 und 1791 für den Wiederaufbau von Löffelstelzen verwendet. Oberirdisch ist am deutlichsten ein Rest des nordöstlichen Burggrabens erhalten.